# Consolida orientalis
Consolida orientalis là một loài thực vật có hoa trong họ Mao lương. Loài này được (J.Gay) Schrödinger mô tả khoa học đầu tiên năm 1909.

## Hình ảnh

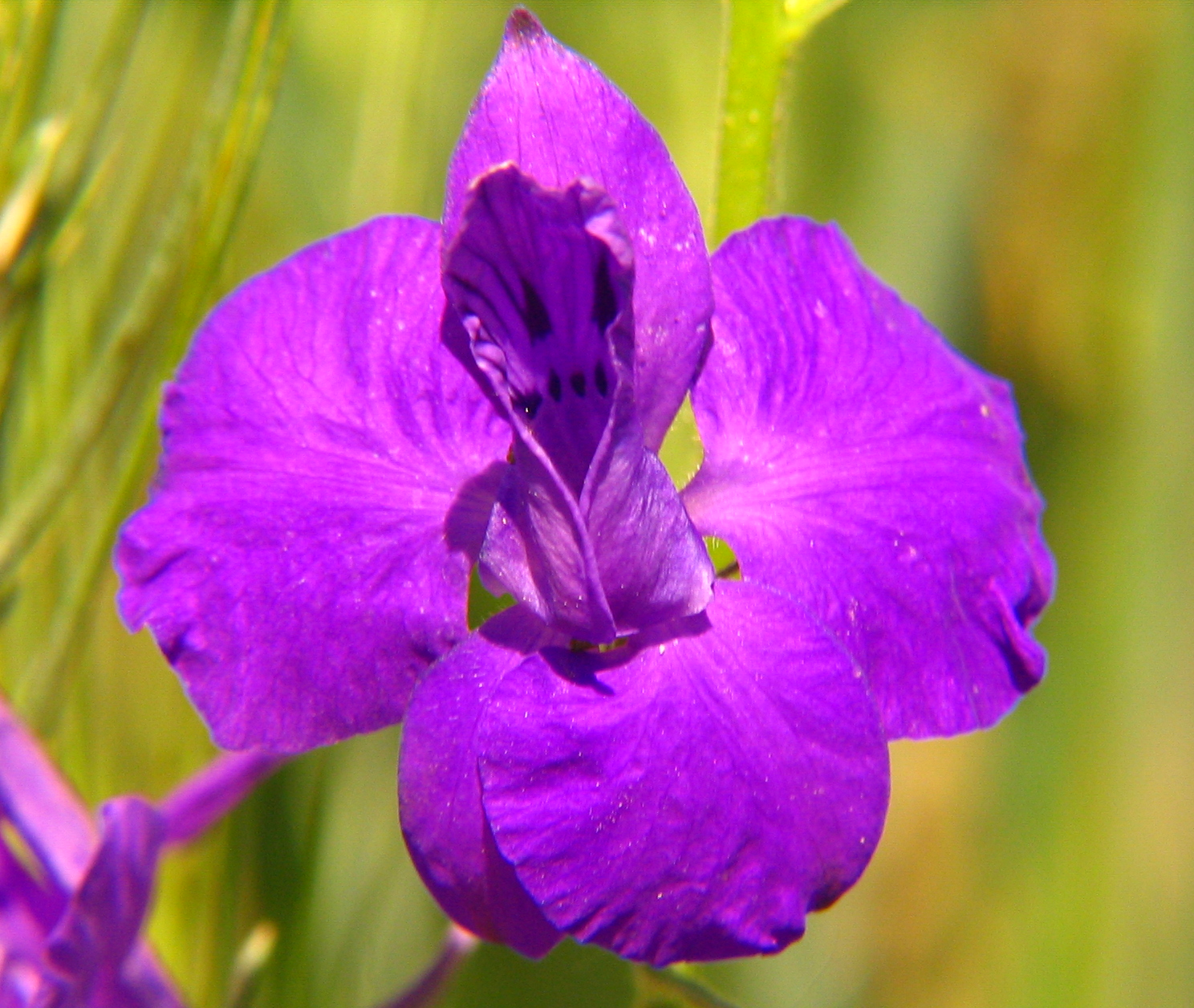
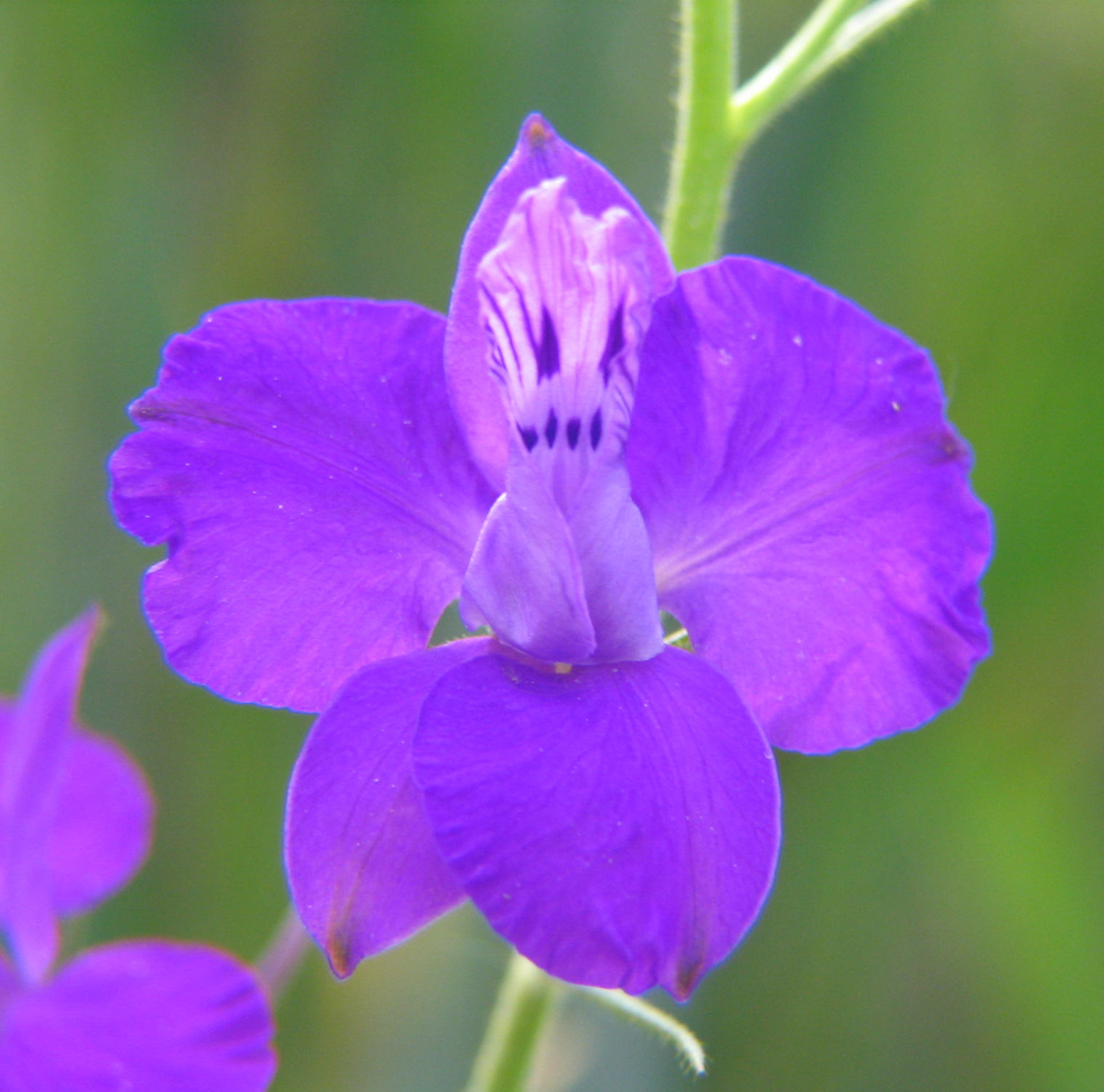
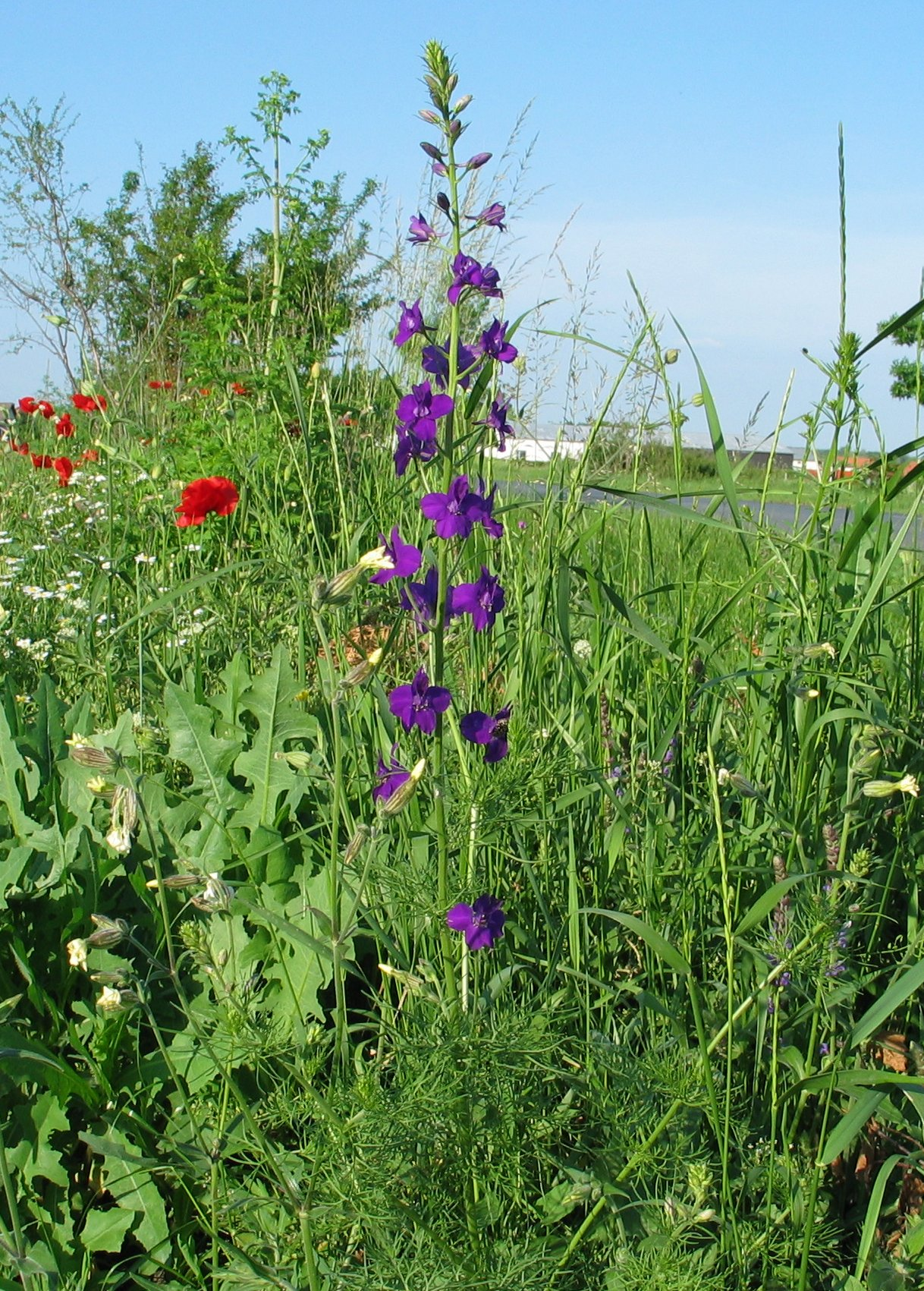
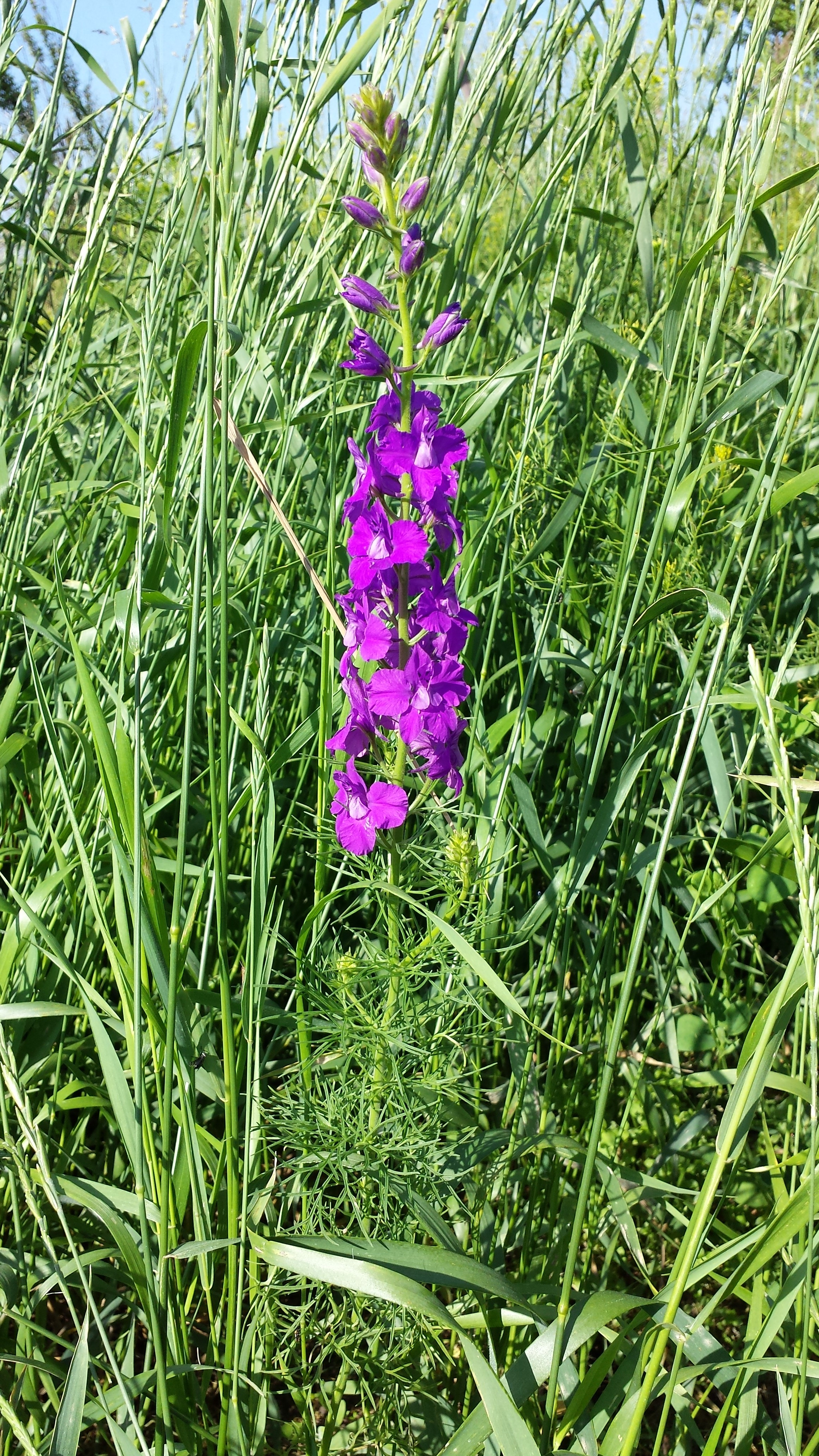